# Сотир Томоски
Сотир Томоски (на македонска литературна норма: Сотир Томоски) е архитект и университетски преподавател от Социалистическа република Македония.

## Биография
Роден е на 16 февруари 1899 година в Битоля, тогава в Османската империя. В 1924 година завършва Техническия факултет на Белградския университет. Десет години работи в Белград и Крушевац, където реализира жилищни, здравни, училищни и урбанистични проекти. В 1951 година става доцент, а по-късно професор в Архитектурния отдел на Техническия факултет на Скопския университет, като преподава история на архитектурата и народна архитектура. Томоски изучава традиционното строителство на територията на Македония и е основател на Института за народна архитектура при Техническия факултет.
Умира в Скопие на 30 декември 1985 година.

## Творчество
- Женската гимназия в Скопје (1938);
- Общата болница в Гевгели (1951);
- Общата болница в Крива паланка (1951);
- Общата болница в Дебар (1951);
- Спортната зала „Партизан“ в Кавадарци (1956).[1]